# Ständiges Forum für indigene Angelegenheiten
Das Ständige Forum für Indigene Angelegenheiten (englisch Permanent Forum on Indigenous Issues, UNPFII) ist eine Einrichtung des UN-Wirtschafts- und Sozialrats der Vereinten Nationen. Es wurde aufgrund der Resolution E/2000/INF/2/ADD.2 der UN-Generalversammlung eingerichtet und berät den Wirtschafts- und Sozialrat in Angelegenheiten indigener Völker. Es ist paritätisch aus acht Regierungsvertretern und acht nach Regionalproporz ausgewählten Vertretern indigener Völker zusammengesetzt.
Das UNPFII gehört neben dem Expertenmechanismus für die Rechte indigener Völker (EMRIP) und dem UN-Sonderberichterstatter für die Rechte indigener Völker zu den drei für diesen Bereich zuständigen UN-Institutionen.
Ursprünglich sollte das Gremium Permanent Forum on Indigenous Peoples heißen, doch dies scheiterte aufgrund des Streits ums kleine 's'. Seit 2009 wird eine Bestandsaufnahme der Situation der indigenen Völker erstellt (State of the World’s Indigenous Peoples – SOWIP); 2021 erschien der 5. Band.

## Mitglieder
Folgende Personen sind Mitglieder des ständigen Forums für indigene Angelegenheiten 1. Januar 2023–31. Dezember 2025.
| Vertreter der Indigenen Völker           | Land               | Vertreter der Regierungen         | Land                |
| ---------------------------------------- | ------------------ | --------------------------------- | ------------------- |
| Darío José Mejía Montalvo (Vorsitzender) | Kolumbien          | Vital Bambanze                    | Burundi             |
| Aluki Kotierk                            | Kanada             | Tove Søvndahl Gant                | Dänemark            |
| Hannah McGlade                           | Australien         | Ali Hajilari                      | Iran                |
| Hindou Oumarou Ibrahim                   | Tschad             | Keith M. Harper                   | Vereinigte Staaten  |
| Naw Ei Ei Min                            | Myanmar            | Li Nan                            | Volksrepublik China |
| Hanieh Moghani                           | Iran               | Sulejman Mamutow                  | Ukraine             |
| Geoffrey Roth                            | Vereinigte Staaten | Bornface Museke Mate              | Namibia             |
| Walentina Wjatscheslawowna Sowkina       | Russland           | Rodrigo Eduardo Paillalef Monnard | Chile               |

| ehem. Vertreter der Indigenen Völker (Auswahl) | Land               | Amtszeit      |
| ---------------------------------------------- | ------------------ | ------------- |
| Anne Nuorgam                                   | Finnland           | 2016 bis 2022 |
| Victoria Tauli-Corpuz                          | Philippinen        | 2005 bis 2010 |
| Tarcila Rivera Zea                             | Peru               | 2017 bis 2019 |
| Aqqaluk Lynge                                  | Dänemark           | 2005 bis 2007 |
| Pawel Wassiljewitsch Suljandsiga               | Russland           | bis 2010      |
| Valmaine Toki                                  | Neuseeland         | 2011 bis 2017 |
| Darlene Sambo Dorough                          | Vereinigte Staaten | 2011 bis 2017 |

| ehem. Vertreter der Regierungen (Auswahl) | Land         | Amtszeit                                         |
| ----------------------------------------- | ------------ | ------------------------------------------------ |
| Tove Søvndahl Gant                        | Dänemark     | 2020 bis 2022                                    |
| Sven-Erik Soosaar                         | Estland      | 2019 bis 2021                                    |
| Erica-Irene Daes                          | Griechenland | 2000 bis 2017 Ehrenmitgliedschaft auf Lebenszeit |
| Jens Dahl                                 | Dänemark     | 2017 bis 2020                                    |
| Ole Henrik Magga                          | Norwegen     | ab 2002                                          |
| Merike Kokajev                            | Estland      | 2005 bis 2007                                    |